# Zuidelijke kokako
De zuidelijke kokako (Callaeas cinereus) is een waarschijnlijk uitgestorven zangvogel uit de familie Callaeidae (Nieuw-Zeelandse lelvogels). 

## Kenmerken
De zuidelijke kokako lijkt sterk op de noordelijke kokako. De zuidelijke soort heeft een oranje lel in plaats van de kobaltblauwe van de noordelijke soort.

## Verspreiding en leefgebied
Deze soort was endemisch in Nieuw-Zeeland op het Zuidereiland en Stewarteiland. De laatste bevestigde waarnemingen werden in 1967 en 2007 gedaan. Mogelijk is de vogel sindsdien uitgestorven, of er overleeft een kleine populatie van minder dan 50 individuen. Daarom staat de vogel als ernstig bedreigd ("kritiek") op de Rode lijst van de IUCN.